# Kondangjaya (Karawang Timur)
Kondangjaya is een bestuurslaag in het regentschap Karawang van de provincie West-Java, Indonesië. Kondangjaya telt 15.642 inwoners (volkstelling 2010).